# Lee Friedlander (réalisatrice)
Pour les articles homonymes, voir Lee Friedlander.
Lee Friedlander est une réalisatrice et productrice américaine née dans le Connecticut.

## Filmographie
- 2002 : The Ten Rules
- 2003 : Give or Take an Inch
- 2003 : Wasabi Tuna
- 2004 : Girl Play
- 2007 : Out at the Wedding
- 2015  : Babysitter's Black Book
- 2017 : Il était une fois une rencontre (Once Upon a Date)

## Distinctions
- 2003 : Prix du public du meilleur court-métrage au Festival international du film gay et lesbien de Philadelphie pour The ten rules.
- 2007 : Prix du public au Festival du film gay et lesbien de New York pour Out at the wedding.
- 2004 : Prix du public au Festival de cinéma gay et lesbien de Los Angeles pour Girl Play